# WZ551
WZ551 – chiński kołowy pływający transporter opancerzony, w Chińskiej Armii Ludowo-Wyzwoleńczej oznaczony jako Type 92.

## Opis
WZ551 z zewnątrz przypomina francuski transporter VAB, ale jest od niego większy i cięższy. Pojazd po raz pierwszy zaprezentowano w 1986 roku. Pierwsza wersja nie spełniła jednak oczekiwań dowódców chińskich sił zbrojnych. Ostateczna wersja WZ551A weszła na wyposażenie armii w 1995 roku, jako bojowy wóz piechoty Type 92 oraz transporter opancerzony Type 92A.
Wersja Type 92 uzbrojona jest w armatę automatyczną kalibru 25 mm oraz karabin maszynowy kalibru 7,62 mm i może przewozić do 9 pasażerów. Type 92A uzbrojony jest jedynie w karabin maszynowy kalibru 12,7 mm i może przewozić do 11 pasażerów. Dodatkowo WZ551 wykorzystywane są jako niszczyciele czołgów, wozy dowodzenia, pojazdy przeciwlotnicze oraz platformy dla artylerii samobieżnej.

## Użytkownicy
- Algieria
- Chiny
- Pakistan
- Sri Lanka
- Oman (Gwardia Królewska, 50 sztuk)[1]